# Pueblo Culhuacán
El Pueblo Culhuacán ?ⓘ es uno de los diecisiete pueblos de la delegación Iztapalapa. Está ubicado en la ladera poniente del cerro de la Estrella. Limita al norte con el pueblo de Iztapalapa de Cuitláhuac, y por el sur con los de San Andrés y Santa María Tomatlán.

## Toponimia
Culhuacán es un topónimo que deriva de los vocablos nahuas Coltzin Coltzin, -hua posesivo, -can locativo. Se traduce como Lugar de los que adoran Coltzin. Coltzin era el dios patrón de la tribu de los colhuas. Por esta razón, el topónimo también se traduce como Lugar de los colhuas, de colhua 'colhua', y -can locativo.

## Geografía
El Pueblo Culhuacán se encuentra en el poniente de la delegación Iztapalapa, al pie de la ladera occidental del cerro de la Estrella. Antes de la desecación de los lagos de la cuenca del Anáhuac, Colhuacan fue una población ribereña del lago de Xochimilco. Actualmente se encuentra conurbado en la zona urbana de la Ciudad de México.

## Historia
Cuando desapareció lo que ahora conocemos como Cuicuilco, hace más de 2000 años por la erupción del Volcán Xitle, los sobrevivientes huyeron hacia el Norte, formándose Teotihuacán, cuando esta decayó 1000 d.c. se inició el florecimiento de Tula, que al entrar al Valle de México fundaron Colhuacan, ramificándose por todas las cercanías, ofreciendo así el nombre de Coyoacán, lo que ahora demuestra que sus oríegenes vienen de los Toltecas.
Los orígenes de Culhuacán datan de la época prehispánica. Fue el sitio donde se asentaron algunos de los teotihuacanos que huían de la ruina de la ciudad de los dioses alrededor del año 700 DC.

### Gobernantes
- Acoltzin: gobernó de 1413 a 1429, cuando fue asesinado por Nezahualcóyotl.
- El gobierno invasor de Tenochtitlan de 1429 a 1440.
- Xilomantzin hijo de Acoltzin, gobernó de 1440 a 1473.

## Sitios de interés
Ex Convento de Culhuacán. Fundado en 1607.  Actualmente es un Museo. Aún se encuentran en el lugar las ruinas del primer molino de papel fundado en la Nueva España, el cual sirvió como medio para facilitar la pronta evangelización de los nativos de las tierras recién conquistadas. Este Molino de Papel, construido en el siglo XVI, formaba parte del conjunto arquitectónico del Convento y Seminario de Lenguas de San Juan Evangelista. Para la realización de esta obra debió requerirse de herreros, carpinteros, albañiles, y por ende, de impresores. Por lo cual en este proyecto debió verse involucrada toda la comunidad local establecida en el virreinato. Culhuacán fue desde su fundación en la época prehispánica (600 d. C.), un centro de influencia para los pueblos de la cuenca lacustre de la actual Ciudad de México. Por tal razón este sitio fue seleccionado como centro evangelizador, misión iniciada por la orden franciscana y encomendada posteriormente a los frailes agustinos.
Dentro de las actividades que ofrece a la comunidad destacan: talleres artísticos y culturales de pintura al óleo y en tela, guitarra, inglés, yoga, poesía y lengua mixteca, biblioteca. 
Cuenta con un foro donde se presentan obras de teatro, musicales, etc.
También en este lugar se lleva a cabo la feria del tamal, en donde puedes degustar de tamales tradicionales no solo de los estados de México, sino de diferentes países que no te puedes perder.

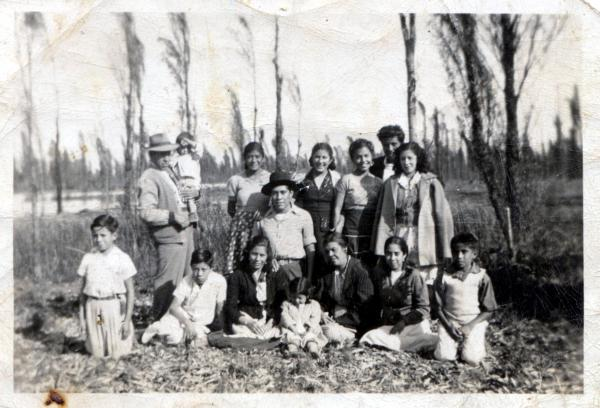
Descripción: Atrás de la familia descansando en la chinampa se pueden observar canales, ahuejotes y los árboles del fondo señalan el Canal Nacional.

### Festividades
Una de las celebraciones del pueblo de los Reyes Culhuacan es el día 6 de enero, en el cual se celebra el día de los reyes magos, haciendo una gran feria y un castillo de pirotecnia quemándolo el dicha fecha. 
Otra de las fiestas celebradas es la Comparsa de Charros que nació en 1998 fue una idea del pueblo para el pueblo "Los Reyes Cullhuacan Iztapalapa".

## Culhuacan y la Leyenda de la fundación de Tenochtitlan
Según la leyenda, cumplidos 130 años después de la creación del quinto Sol, los aztecas salieron de Chicomóstoc --lugar de las Siete Cuevas--, de donde partieron junto a los xochimilcas, los chalcas, los cuitlahuacas, los de Tacuba, Coyohuacan, Azcapotzalco y Culhuacán. Más concretamente, Aztlan --lugar de las Garzas--, localizado posiblemente en el occidente de México, fue de donde partieron, uniéndose a las tribus anteriores en Culhuacan, lugar donde recibieron por téotl a Huitzilopochtli (Colibrí Izquierdo; el náhuatl es metafórico y Huitzilopochtli hace una referencia filosófica de la "fuerza de voluntad" representada por el corazón), que tenía la valiosa habilidad de hablar para darles buenos consejos. Iniciaron su peregrinaje (en un año "Ce Técpatl") desde principios del siglo XII de la Era Cristiana, en busca de la Tierra prometida por su téotl tutelar: una zona pantanosa en la cual estuviera un nopal sobre una roca y sobre él un águila.
Llegaron entonces
allá donde se yergue el nopal.
Cerca de las piedras vieron con alegría
cómo se erguía un águila sobre aquel nopal. Allí estaba comiendo algo,lo desgarraba al comer. Cuando el águila vio a los aztecas,
inclinó su cabeza.
De lejos estuvieron mirando al águila,
su nido de variadas plumas preciosas.
Plumas de pájaro azul,
plumas de pájaro rojo. Todas plumas preciosas,
también estaban esparcidas allí
cabezas de diversos pájaros,
garras y huesos de pájaros.
Cuatro personas guiaban al pueblo --los cuales llevaban a cuestas al recién adquirido numen--: Quauhcóatl, Apanécatl, Tezcacoácatl y Chimalma (esta última, una mujer).
Se desplazaron hacia el sur, por el bajío, dedicados a la caza y la agricultura, y en cada lugar donde se establecían momentáneamente, hacían un teocalli a su téotl. Permanecían un año o más en un lugar determinado, mientras los exploradores buscaban nuevas tierras donde asentarse.
Los aztecas fueron los últimos en llegar al Valle de México, por Tula y Zumpango, dominado entonces por señoríos de origen tolteca. Fueron mal recibidos y vagaron durante años sin poder establecerse. Buscaron refugio en el señorío de Azcapotzalco, y con la autorización de estos se establecieron en Chapultepec. En este lugar fue sacrificado el hijo de una mujer (tenochca) que los chichimecas habían raptado y llevado a Mich-huacan (Michoacán). Huitzilopochtli se les apareció a los aztecas, y les dijo que enterrasen el corazón del sacrificado en un lugar que se llamó Tenochtitlan, porque en aquel lugar había de ser su morada, y allí estaría él; lugar donde posteriormente fue fundado México-Tenochtitlan
Las fricciones comenzaron cuando los jóvenes aztecas invadieron Tenayuca para robar mujeres. Los ofendidos, aliándose a los tepanecas, culhuas y xochimilcas, llevaron a cabo una expedición punitiva en la cual tomaron como prisionero al jefe azteca, Huitzíhuitl, junto a gran parte de la tribu, los cuales tuvieron que ir a vivir a Culhuacan como siervos. El resto huyó a las orillas del Lago de Texcoco, donde se establecieron.
Sin embargo tiempo después, Cóxcox, soberano de Culhuacan entró en conflictos con Xochimilco y acudió a sus vasallos aztecas en busca de ayuda. Los tenochcas (tan sólo 10 de ellos, según nos cuenta la leyenda), se precipitaron al ataque y tomaron no menos de treinta prisioneros, a los cuales cortaron una oreja. Ante tal hazaña el prestigio bélico de los tenochca creció tanto que estos recibieron a la hija de Cóxcox en matrimonio para su caudillo. Sin embargo, los tenochca desollaron a la joven en honor de una diosa de la naturaleza, Toci. Cóxcox, horrorizado, mandó exterminar a los aztecas, quienes huyeron al lago uniéndose a sus hermanos de tribu que ya se habían establecido allí. Según la leyenda, hacia el año 1325, aproximadamente, encontraron en un islote del lago la tierra esperada donde fundaron Tenochtitlan.